# HNK Sloga Uskoplje
HNK Sloga Uskoplje ist ein bosnisch-herzegowinischer Fußballverein aus Uskoplje. Der Klub wurde 1946 gegründet.
Zwischen 1994/95 und 1998/99 spielte der Verein in der ersten Liga der Republik Herceg-Bosna. In der Spielzeit 1995/96 erreichte die Mannschaft das Pokalfinale des Verbandes der Herceg-Bosna, scheiterte dort aber mit 0:2 an HNK Ljubuški. In der Saison 2009/10 erreichte die Mannschaft das Achtelfinale des nationalen Pokals in Bosnien-Herzegowina.
Heute spielt der Verein in der dritthöchsten Spielklasse Bosnien und Herzegowinas, der Zweiten Liga der Föderation Bosnien und Herzegowina. Nachdem die Mannschaft in den Spielzeiten 2008/09 und 2009/10 den 3. Platz belegte, verpasste sie in der Saison 2010/11 mit dem zweiten Platz nur knapp den Einzug in die 1. Liga FBiH.